# Parque Zoológico Himalaio Padmaja Naidu

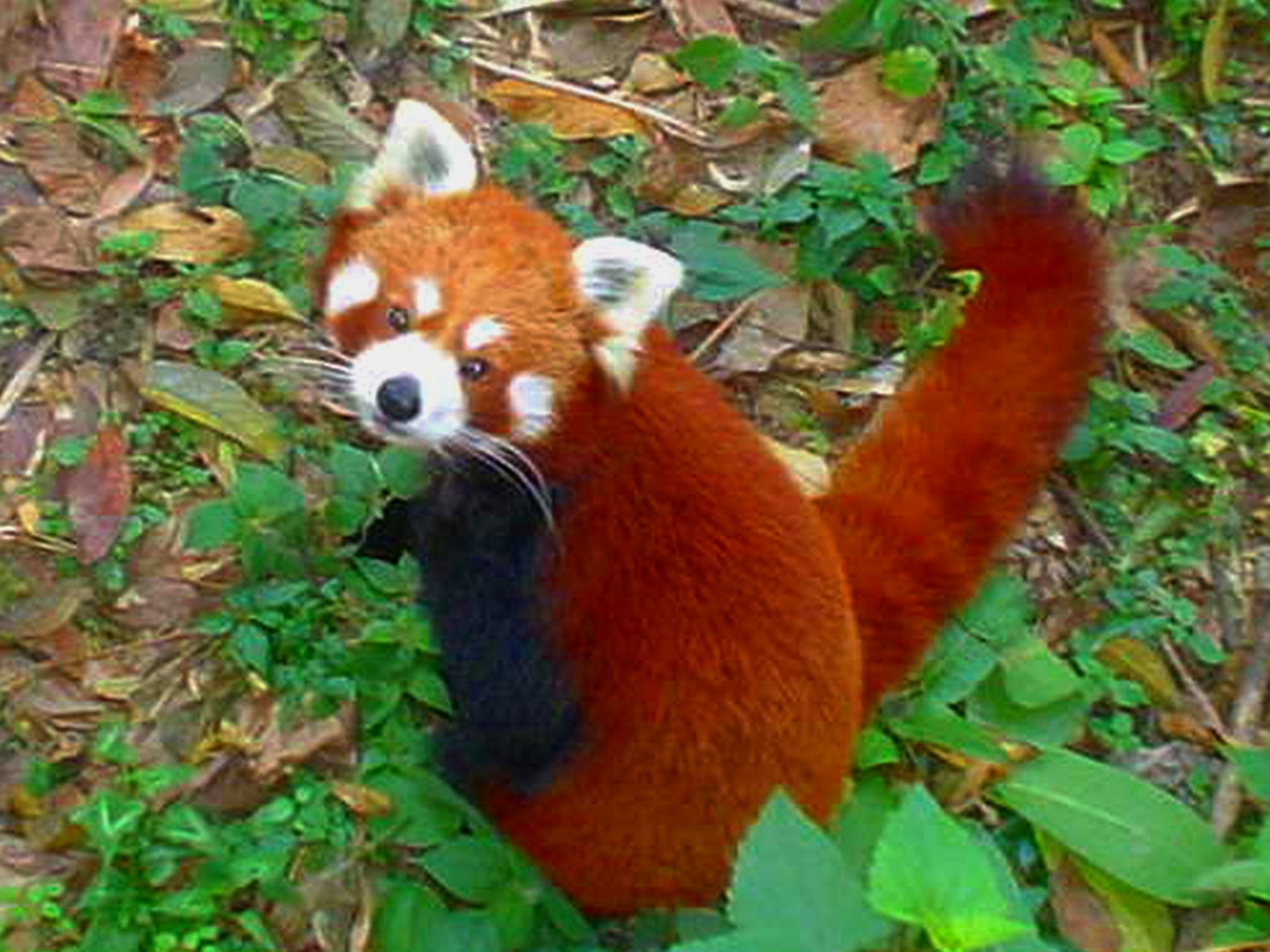
Panda-vermelho no parque.

O Parque Zoológico Himalaio Padmaja Naidu é um zoológico localizado na cidade de Darjeeling, no estado de Bengala Ocidental, na Índia. O zoológico se encontra em um elevação média de 2133,5 m. É especializado na criação de animais adaptados a condições alpinas e obtém, com sucesso, a reprodução em cativeiro do leopardo-das-neves, criticamente ameaçado, do lobo-do-himalaia e do panda-vermelho. O parque ocupa uma área de 44 hectares e atrai 300.000 visitantes todo ano.
Um zoológico foi fundado em 14 de agosto de 1958 no bairro de Birch Hill, em Darjeeling, pelo Departmento de Educação do Governo de Bengala ocidental com o objetivo de estudar e preservar a fauna do Himalaia. O parque, hoje, contém animais ameaçados como o leopardo-das-neves, o panda-vermelho, o goral, o tigre-siberiano e uma variedade de animais ameaçados. Porém, há uma preocupação com o fato de os animais himalaios poderem se afetar com o aumento da temperatura nas áreas montanhosas.